# Myung Jae-ok
Myung Jae Ok (provincie Jeollanam-do, 1938) is een Zuid-Koreaans vechtsporter en de oudere tweelingbroer van de bekendere, maar inmiddels overleden hapkidogrootmeester Myung Jae Nam.
Na een hele tijd te hebben samengewerkt, besloot Myung Jae Ok verder te gaan met zijn eigen systeem Hoi Jeon Moo Sool. Deze vechtkunst kent veel uiterlijke overeenkomsten met Hankido.
Myung Jae Ok schreef verschillende boeken over Hoi Jeon Moo Sool. Hij leeft in de Zuid-Koreaanse stad Incheon.